# Trochalus vagus
Trochalus vagus är en skalbaggsart som beskrevs av Louis Albert Péringuey 1904. Trochalus vagus ingår i släktet Trochalus och familjen Melolonthidae. Inga underarter finns listade i Catalogue of Life.